# Стара Домброва (Західнопоморське воєводство)
Стара Домброва (пол. Stara Dąbrowa) — село в Польщі, у гміні Стара Домброва Старгардського повіту Західнопоморського воєводства.
Населення — 613 осіб (2011).
У 1975—1998 роках село належало до Щецинського воєводства.

## Демографія
Демографічна структура станом на 31 березня 2011 року:
|          | Загалом | Допрацездатний вік | Працездатний вік | Постпрацездатний вік |
| -------- | ------- | ------------------ | ---------------- | -------------------- |
| Чоловіки | 316     | 74                 | 220              | 22                   |
| Жінки    | 297     | 52                 | 192              | 53                   |
| Разом    | 613     | 126                | 412              | 75                   |